# Greg Moore
Gregory William Moore, mais conhecido por Greg Moore (New Westminster, 22 de abril de 1975 — Fontana, 31 de outubro de 1999) foi um automobilista canadense.

## Carreira

### Fórmula Ford e Indy Lights
Tendo iniciado a carreira no kart, Greg Moore profissionalizou-se em 1991, quando competiu na Fórmula Ford 1600. No ano seguinte, correu na Fórmula 2000 USAC, levando o prêmio de Rookie da temporada de 1992.
Em 1993, foi para a Indy Lights, com uma equipe própria. A temporada de estreia foi razoável, conquistando a nona posição na classificação geral, permanecendo até 1994. Na temporada de 1995, sagrou-se campeão da categoria de acesso à CART, com um desempenho praticamente impecável, vencendo 10 provas e obtendo um segundo lugar, em Detroit. Tanto na Fórmula Ford quanto na Lights, usou o #99, que viria a acompanhar o canadense em toda a carreira.

## CART
Promovido à CART em 1996, Moore surpreendeu ao emplacar 3 pódios (2 segundos lugares e um terceiro), mas também envolveu-se no acidente de Emerson Fittipaldi, que forçou a aposentadoria do veterano piloto brasileiro, na US500. Sua primeira vitória foi no GP de Milwaukee, em 1997, repetindo a dose na etapa de Detroit, quando os pilotos da PacWest (Maurício Gugelmin e Mark Blundell) ficaram sem combustível na última volta do GP.
Sua melhor temporada foi em 1998, quando conquistou sua primeira pole-position, em Miami. Greg conquistou ainda outras 2 vitórias (Rio de Janeiro e Gateway), fechando o campeonato em 5º lugar, com 141 pontos.
Para a temporada seguinte, o canadense disputaria sua quarta temporada ao serviço da equipe Forsythe, vencendo outra vez a etapa de Miami - esta foi a última vitória de Greg na categoria.

## Morte
Greg Moore faria sua despedida da Forsythe na etapa de Fontana. A Penske, que havia feito uma temporada sem brilho em 1999, contratou o canadense para a temporada de 2000 - a equipe já havia contratado o brasileiro Gil de Ferran.
Porém, as coisas dariam errado para o piloto: ele sofreu um acidente enquanto guiava uma scooter (espécie de lambreta) no pitlane. Com a mão direita lesionada, ele não participou do treino classificatório e seria obrigado a largar na última posição do grid. O brasileiro Roberto Moreno, que havia feito 13 corridas como substituto de Mark Blundell e Christian Fittipaldi, foi escalado, caso os médicos vetassem a participação do canadense na corrida. Greg, no entanto, foi liberado para correr.
Na 9ª volta, Greg estava na 15ª posição quando o Reynard-Mercedes #99 rodou, cruzou a pista inclinada do circuito oval e chocou-se violentamente contra o muro interno, com o carro alinhado verticalmente ao solo. Resgatado, o canadense foi colocado na maca e chegou a receber massagem cardíaca, sendo posteriormente levado ao Hospital Universitário de Loma Linda, próximo ao circuito de Fontana.
Sua morte foi confirmada por um membro da equipe e pelo médico da CART, Dr. Steve Olvey, já que foi vitimado por múltiplos ferimentos na cabeça (foi o segundo acidente fatal na temporada; o primeiro envolveu o uruguaio Gonzalo Rodríguez, da Penske, em Laguna Seca). Nesta situação, seria incapaz um ser humano sobreviver naquela situação clínica. Patrick Carpentier, compatriota e companheiro de equipe de Greg, não conseguiu terminar a entrevista e deixou-a, sem dar maiores explicações. Logo após a corrida, os pilotos entrevistados abaixaram a cabeça durante a entrevista, sem palavras para descrever uma tragédia como aquela. Em respeito à morte, os 3 primeiros colocados (Adrián Fernández, Max Papis e Christian Fittipaldi) optaram em não fazer a festa do pódio.
Pouco depois da morte prematura de Greg, seu pai Ric Moore criou a Greg Moore Foundation que providencia bolsas de estudo aos habitantes da região de Vancouver. Também em homenagem ao canadense, a CART retirou o #99 (número que não foi aposentado na IndyCar)
.
Ainda considerado um ídolo por muitos na categoria por onde passou, por sua ousadia, determinação e talento, Greg Moore foi sepultado em 4 de novembro. Para seu lugar, a Penske decidiu contratar o brasileiro Hélio Castroneves, que permaneceu na equipe até o final de 2017. Em julho de 2013, foi incluído entre os 50 melhores pilotos que não puderam competir na Fórmula 1.

## Resultados

### CART
| Temporada | Equipe   | 1     | 2       | 3       | 4       | 5     | 6       | 7      | 8      | 9       | 10      | 11      | 12      | 13      | 14      | 15      | 16      | 17      | 18     | 19      | 20      | Posição | Pontos |
| --------- | -------- | ----- | ------- | ------- | ------- | ----- | ------- | ------ | ------ | ------- | ------- | ------- | ------- | ------- | ------- | ------- | ------- | ------- | ------ | ------- | ------- | ------- | ------ |
| 1996      | Forsythe | MIA 7 | RIO Ret | SUR 3   | LBH Ret | NAZ 2 | MIC Ret | MIL 5  | DET 20 | POR Ret | CLE 3   | TOR 4   | MIC 17  | MDO Ret | ROA Ret | VAN Ret | LAG 6   |         |        |         |         | 9º      | 84     |
| 1997      | Forsythe | MIA 4 | SUR 2   | LBH Ret | NAZ 16  | RIO 2 | GAT 13  | MIL 1  | DET 1  | POR 5   | CLE Ret | TOR Ret | MIC Ret | MDO 2   | ROA Ret | VAN Ret | LAG Ret | FON Ret |        |         |         | 7º      | 111    |
| 1998      | Forsythe | MIA 2 | MOT 4   | LBH 6   | NAZ 3   | RIO 1 | GAT 3   | MIL 13 | DET 5  | POR Ret | CLE Ret | TOR 11  | MIC 1   | MDO Ret | ROA Ret | VAN Ret | LAG Ret | HOU Ret | SUR 8  | FON 2   |         | 5º      | 141    |
| 1999      | Forsythe | MIA 1 | MOT 4   | LBH 8   | NAZ 12  | RIO 8 | GAT 6   | MIL 2  | POR 13 | CLE Ret | ROA 4   | TOR Ret | MIC Ret | DET 3   | MDO 11  | CHI Ret | VAN Ret | LAG Ret | HOU 16 | SUR Ret | FON Ret | 10º     | 97     |

- Corridas em negrito indicam pole position.